# ويست كوفينا (كاليفورنيا)
ويست كوفينا (بالإنجليزية: West Covina)‏ هي إحدى مدن مقاطعة لوس أنجليس، كاليفورنيا. تم إعطاءها لقب مدينة في 17 فبراير، 1923.

## مدن توأم
- اليابان، أوتاوارا، توتشيغي

## أعلام
- كريغ تشيستر
- كيث باركنسون
- تيم روبنز
- كاي ديزلز
- جورج قاسم
- آل إسرائيل
- بوب فينلي
- تروي إيكمان
- جيري نونان
- روبرت باكلي